# Les Mathes
Les Mathes è un comune francese di 1 759 abitanti situato nel dipartimento della Charente Marittima nella regione di Nuova Aquitania.

## Società

### Evoluzione demografica
Abitanti censiti

## Amministrazione

### Gemellaggi
- Antey-Saint-André, dal 1989